# Willy Stolarczyk
Willy Stolarczyk (født 22. maj 1945 på Lolland, død 27. juni 2024 i Kolding) var en dansk koncertpianist og komponist.
Han blev uddannet som koncertpianist på Det Jyske Musikkonservatorium hos Jørgen Thomsen og György Vasarhelyi i årene 1967 til 1976. Kompositionsstudier hos Tage Nielsen på Det Danske Akademi i Rom. Medlem af Solistforeningen af 1921 og Dansk Komponist Forening.
Fra 1977 var han fastansat som klaverlærer og musiker på Holstebro Musikskole. Senere blev han lærer på Det Jyske Musikkonservatorium. Fra 1989 stadskomponist i Holstebro. Fra 1991 Kulturchef i Vejle Kommune. Fra 1998 til 2011 efter eget ønske musiklivsudvikler sammesteds.
Han komponerede indtil pr. september 2009 over 100 værker, som alle er blevet flittigt opført og en hel del indspillet på CD. I 1996 skrev han bl.a. sin 1. symfoni Jord, Luft, Ild & Vand  – et værk for 96 flygler og klaverer suppleret med slagtøj til fire janitcharer. Værket blev uropført på Koldinghus Slot den 2. maj 1996 til åbning af Kulturby 96 i Vejle Amt. Dirigent var professor José Ribera.
Willy Stolarczyk var gift med musikeren Lise Stolarczyk og bosiddende i Vejle.